# Emiliano Velázquez
Emiliano Daniel Velázquez Maldonado, né le 30 avril 1994 à Montevideo (Uruguay), est un footballeur international uruguayen. Il évolue au poste de défenseur central au sein du CF Nacional.

## Carrière
Prêté au Rayo Vallecano pour la saison 2017-2018 par l'Atletico Madrid, Emiliano Velázquez est acheté définitivement par le club le 23 juillet 2018 pour un contrat de trois ans.

## Palmarès

### En club
Coupe de la Ligue portugaise (1) Finaliste : 2017 avec le SC Braga

### En équipe nationale
- Équipe d'Uruguay des moins de 17 ans
  - Deuxième du Championnat des moins de 17 ans de la CONMEBOL en 2011
  - Finaliste de la Coupe du monde des moins de 17 ans en 2011